# هرمینه براونشتاینر
هرمینه براونشتاینر (به آلمانی: Hermine Braunsteiner) (زاده ۱۶ ژوئیه ۱۹۱۹ - مرگ ۱۹ آوریل ۱۹۹۹) یکی از زنان نگهبان اردوگاه مرگ راونسبروک و نخستین جنایتکار جنگی که از آمریکا اخراج شد تا در آلمان به دادگاه برود بود. او در ۳۰ آوریل ۱۹۸۱ در دادگاه دوسلدورف به حبس ابد محکوم شد.

## زندگی
او در شهر وین در کشور اتریش در خانواده‌ای کاتولیک و مذهبی به دنیا آمد. پدر او راننده یک آبجوسازی و قصاب بود. هرمینه براونشتاینر علاقه بسیاری داشت که پرستار شود ولی نتوانست به این آرزوی خود برسد در نتیجه به مامایی روی آورد. او بین سالهای ۱۹۳۷ تا ۱۹۳۸ در انگلستان برای یک شرکت آمریکایی کار می‌کرد. او در سال ۱۹۳۸ شهروند آلمان شد. در ۱۶ اکتبر ۱۹۴۲ به اردوگاه مرگ راونسبروک رفت. او در انتخاب کودکان برای انتقال آنها به اتاق گاز نقش داشت و زنان زیادی را تا مرگ آنها تازیانه می‌زد. او به خاطر از کوره در رفتن و خشمش شهرت داشت. یکی از شاهدان دادگاه دوسلدورف در مورد او گفته است که موی دخترهای کوچک را میکشیده و به درون کامیونی پرتاب میکرده است که قرار بوده آنها را به اتاق گاز منتقل کند. شاهدان دیگر از کشتن زنان با استفاده از چکمه‌ای با کف آهنین توسط وی گفته‌اند. او تنها دو زن را با تازیانه کشته است. حکومت نازی به در سال ۱۹۴۳ به او نشان درجه دو افتخار داد.
در ۷ ماه مه ۱۹۴۵ که نیروهای شوروی به اردوگاه مرگ راونسبروک رسیدند او به وین فرار کرد. پلیس او را دستگیر کرد و به نیروهای انگلیسی تحویل داد. او در گراتس در دادگاهی به خاطر شکنجه از تاریخ ۷ آوریل ۱۹۴۸ به مدت سه سال به زندان محکوم شد. او در آوریل ۱۹۵۰ بخشیده شد و در رستوران‌ها مشغول به کار شد تا با یک آمریکایی در وین ازدواج کرد و به کانادا مهاجرت کرد.
او در سال ۱۹۷۳ شناسایی شد و به آلمان بازگردانده شد و به خاطر جنایت‌های جنگی به دادگاه رفت. او به جرم قتل ۸۰ نفر، کمک به قتل ۱۰۲ کودک و نقش داشتن در قتل هزار نفر محکوم به حبس ابد شد. او در سال ۱۹۹۶ به دلیل بیماری شدید از زندان آزاد شد و ۱۹ آوریل ۱۹۹۹ در سن ۷۹ سالگی در شهر بوخوم آلمان مرد.